# Дрейфуюча станція
Дрейфуюча станція — науково-дослідна станція, створена на дрейфуючих льодах у глибоководній частині Північного Льодовитого океану.

## Історія
Радянські та російські дрейфуючі станції зазвичай носять назву «Північний полюс» (рос. Северный полюс, СП). Кожній станції присвоюється порядковий номер.
Ідея використання дрейфу криги (переміщення їх під впливом вітру і течій) для дослідження природи високоширотних районів Північного Льодовитого океану належить Фрітьйофу Нансену. Необхідність організації дрейфуючих станцій викликана відсутністю суші в центральній частині Північного Льодовитого океану, придатної для влаштування постійних спостережних пунктів.
Офіційне відкриття першої дрейфуючої станції СП-1 відбулося 6 червня 1937 року за 20 км від Північного полюса. Експедиція тривала 9 місяців (274 дні), крижина продрейфувала 2000 км. Криголами «Таймир» та «Мурман» евакуювали науковців 19 лютого 1938 біля берегів Гренландії.
Програму дрейфуючих станцій реалізує «Арктичний і антарктичний науково-дослідний інститут». З 2013 року через зміни клімату та зниження фінансування програму призупинено.

## Станції
| Назва експедиції     | Дати дрейфу      | Дати дрейфу       | Координати дрейфу                                                         | Координати дрейфу                                                       | Відстань (км) |
| Назва експедиції     | Початок          | Кінець            | Старт                                                                     | Фініш                                                                   | Відстань (км) |
| Північний полюс-1    | 21 травня 1937   | 19 лютого 1938    | 89°25′ пн. ш. 78°40′ зх. д. / 89.417° пн. ш. 78.667° зх. д.               | 70°40′ пн. ш. 19°16′ зх. д. / 70.667° пн. ш. 19.267° зх. д.             | 2,850         |
| Північний полюс-2    | 2 квітня 1950    | 11 квітня 1951    | 76°03′ пн. ш. 166°36′ зх. д. / 76.050° пн. ш. 166.600° зх. д.             | 81°44′ пн. ш. 163°48′ зх. д. / 81.733° пн. ш. 163.800° зх. д.           | 2,600         |
| Північний полюс-3    | 4 квітня 1954    | 20 квітня 1955    | 85°58′ пн. ш. 175°00′ зх. д. / 85.967° пн. ш. 175.000° зх. д.             | 86°00′ пн. ш. 24°00′ зх. д. / 86.000° пн. ш. 24.000° зх. д.             | 1,865         |
| Північний полюс-4    | 8 квітня 1954    | 19 квітня 1957    | 75°48′ пн. ш. 178°25′ зх. д. / 75.800° пн. ш. 178.417° зх. д.             | 85°52′ пн. ш. 00°00.01′ зх. д. / 85.867° пн. ш. 0.00017° зх. д.         | 6,970         |
| Північний полюс-5    | 21 квітня 1955   | 8 жовтня 1956     | 82°10′ пн. ш. 156°51′ сх. д. / 82.167° пн. ш. 156.850° сх. д.             | 84°18′ пн. ш. 63°20′ сх. д. / 84.300° пн. ш. 63.333° сх. д.             | 3,630         |
| Північний полюс-6    | 19 квітня 1956   | 14 вересня 1959   | 74°24′ пн. ш. 177°04′ зх. д. / 74.400° пн. ш. 177.067° зх. д.             | 82°06′ пн. ш. 03°56′ сх. д. / 82.100° пн. ш. 3.933° сх. д.              | 8,650         |
| Північний полюс-7    | 23 квітня 1957   | 11 квітня 1959    | 82°06′ пн. ш. 164°11′ зх. д. / 82.100° пн. ш. 164.183° зх. д.             | 85°14′ пн. ш. 33°03′ зх. д. / 85.233° пн. ш. 33.050° зх. д.             | 3,520         |
| Північний полюс-8    | 27 квітня 1959   | 19 березня 1962   | 76°11′ пн. ш. 164°24′ зх. д. / 76.183° пн. ш. 164.400° зх. д.             | 83°15′ пн. ш. 132°30′ зх. д. / 83.250° пн. ш. 132.500° зх. д.           | 6,090         |
| Північний полюс-9    | 26 квітня 1960   | 28 березня 1961   | 77°23′ пн. ш. 163°00′ сх. д. / 77.383° пн. ш. 163.000° сх. д.             | 86°36′ пн. ш. 76°00′ зх. д. / 86.600° пн. ш. 76.000° зх. д.             | 2,660         |
| Північний полюс-10   | 17 жовтня 1961   | 29 квітня 1964    | 75°27′ пн. ш. 177°10′ сх. д. / 75.450° пн. ш. 177.167° сх. д.             | 88°32′ пн. ш. 90°30′ сх. д. / 88.533° пн. ш. 90.500° сх. д.             | 3,960         |
| Північний полюс-11   | 16 квітня 1962   | 2 квітня 1963     | 77°10′ пн. ш. 165°58′ зх. д. / 77.167° пн. ш. 165.967° зх. д.             | 81°10′ пн. ш. 139°34′ зх. д. / 81.167° пн. ш. 139.567° зх. д.           | 2,400         |
| Північний полюс-12   | 30 квітня 1963   | 25 квітня 1965    | 76°50′ пн. ш. 165°34′ зх. д. / 76.833° пн. ш. 165.567° зх. д.             | 81°06′ пн. ш. 145°47′ зх. д. / 81.100° пн. ш. 145.783° зх. д.           | 1,595         |
| Північний полюс-13   | 22 квітня 1964   | 20 квітня 1967    | 73°55′ пн. ш. 161°19′ зх. д. / 73.917° пн. ш. 161.317° зх. д.             | 87°55′ пн. ш. 03°32′ сх. д. / 87.917° пн. ш. 3.533° сх. д.              | 3,545         |
| Північний полюс-14   | 1 травня 1965    | 12 лютого 1966    | 72°42′ пн. ш. 175°25′ зх. д. / 72.700° пн. ш. 175.417° зх. д.             | 76°59′ пн. ш. 154°49′ сх. д. / 76.983° пн. ш. 154.817° сх. д.           | 1,040         |
| Північний полюс-15   | 15 квітня 1966   | 25 березня 1968   | 78°49′ пн. ш. 168°08′ сх. д. / 78.817° пн. ш. 168.133° сх. д.             | 85°45′ пн. ш. 10°30′ зх. д. / 85.750° пн. ш. 10.500° зх. д.             | 2,330         |
| Північний полюс-16   | 10 квітня 1968   | 22 березня 1972   | 75°31′ пн. ш. 172°00′ зх. д. / 75.517° пн. ш. 172.000° зх. д.             | 86°00′ пн. ш. 85°27′ зх. д. / 86.000° пн. ш. 85.450° зх. д.             | 5,850         |
| Північний полюс-17   | 18 квітня 1968   | 16 жовтня 1969    | 80°30′ пн. ш. 165°26′ сх. д. / 80.500° пн. ш. 165.433° сх. д.             | 86°48′ пн. ш. 25°20′ сх. д. / 86.800° пн. ш. 25.333° сх. д.             | 1,750         |
| Північний полюс-18   | 9 жовтня 1969    | 24 жовтня 1971    | 75°10′ пн. ш. 165°02′ зх. д. / 75.167° пн. ш. 165.033° зх. д.             | 86°06′ пн. ш. 153°51′ сх. д. / 86.100° пн. ш. 153.850° сх. д.           | 5,240         |
| Північний полюс-19   | 7 листопада 1969 | 16 квітня 1973    | 74°54′ пн. ш. 160°13′ сх. д. / 74.900° пн. ш. 160.217° сх. д.             | 83°08′ пн. ш. 16°17′ сх. д. / 83.133° пн. ш. 16.283° сх. д.             | 6,705         |
| Північний полюс-20   | 22 квітня 1970   | 17 травня 1972    | 75°56′ пн. ш. 175°22′ сх. д. / 75.933° пн. ш. 175.367° сх. д.             | 81°44′ пн. ш. 166°47′ зх. д. / 81.733° пн. ш. 166.783° зх. д.           | 3,780         |
| Північний полюс-21   | 30 квітня 1972   | 17 травня 1974    | 74°06′ пн. ш. 178°15′ сх. д. / 74.100° пн. ш. 178.250° сх. д.             | 86°16′ пн. ш. 143°35′ сх. д. / 86.267° пн. ш. 143.583° сх. д.           | 3,605         |
| Північний полюс-22   | 13 вересня 1973  | 8 квітня 1982     | 76°16′ пн. ш. 168°31′ зх. д. / 76.267° пн. ш. 168.517° зх. д.             | 86°10′ пн. ш. 00°00.01′ зх. д. / 86.167° пн. ш. 0.00017° зх. д.         | 17,069        |
| Північний полюс-23   | 5 грудня 1975    | 1 листопада 1978  | 73°51′ пн. ш. 178°25′ зх. д. / 73.850° пн. ш. 178.417° зх. д.             | 87°40′ пн. ш. 22°31′ зх. д. / 87.667° пн. ш. 22.517° зх. д.             | 5,786         |
| Північний полюс-24   | 23 червня 1978   | 19 листопада 1980 | 76°45′ пн. ш. 163°00′ сх. д. / 76.750° пн. ш. 163.000° сх. д.             | 86°03′ пн. ш. 29°40′ сх. д. / 86.050° пн. ш. 29.667° сх. д.             | 5,652         |
| Північний полюс-25   | 16 травня 1981   | 20 квітня 1984    | 75°01′ пн. ш. 168°35′ сх. д. / 75.017° пн. ш. 168.583° сх. д.             | 85°50′ пн. ш. 122°15′ зх. д. / 85.833° пн. ш. 122.250° зх. д.           | 5,754         |
| Північний полюс-26   | 21 травня 1983   | 9 квітня 1986     | 78°30′ пн. ш. 174°46′ сх. д. / 78.500° пн. ш. 174.767° сх. д.             | 82°46′ пн. ш. 170°31′ зх. д. / 82.767° пн. ш. 170.517° зх. д.           | 5,380         |
| Північний полюс-27   | 2 червня 1984    | 20 травня 1987    | 78°31′ пн. ш. 160°30′ сх. д. / 78.517° пн. ш. 160.500° сх. д.             | 86°28′ пн. ш. 09°02′ зх. д. / 86.467° пн. ш. 9.033° зх. д.              | 5,655         |
| Північний полюс-28   | 21 травня 1986   | 23 января 1989    | 80°40′ пн. ш. 168°29′ сх. д. / 80.667° пн. ш. 168.483° сх. д.             | 79°40′ пн. ш. 03°09′ сх. д. / 79.667° пн. ш. 3.150° сх. д.              | 7,634         |
| Північний полюс-29   | 10 червня 1987   | 19 серпня 1988    | 80°22.8′ пн. ш. 112°59′ сх. д. / 80.3800° пн. ш. 112.983° сх. д.          | 84°42.8′ пн. ш. 56°34.3′ зх. д. / 84.7133° пн. ш. 56.5717° зх. д.       | 2,686         |
| Північний полюс-30   | 9 жовтня 1987    | 4 квітня 1991     | 74°18′ пн. ш. 171°24′ зх. д. / 74.300° пн. ш. 171.400° зх. д.             | 82°31′ пн. ш. 126°26′ зх. д. / 82.517° пн. ш. 126.433° зх. д.           | 7,675         |
| Північний полюс-31   | 22 жовтня 1988   | 25 липня 1991     | 76°35′ пн. ш. 153°10′ зх. д. / 76.583° пн. ш. 153.167° зх. д.             | 73°33′ пн. ш. 161°04′ зх. д. / 73.550° пн. ш. 161.067° зх. д.           | 5,475         |
| Північний полюс-32   | 25 квітня 2003   | 6 березня 2004    | 87°52.5′ пн. ш. 148°03′ сх. д. / 87.8750° пн. ш. 148.050° сх. д.          | 84°41′ пн. ш. 03°33′ зх. д. / 84.683° пн. ш. 3.550° зх. д.              | 2,418         |
| Північний полюс-33   | 9 вересня 2004   | 5 жовтня 2005     | 85°08′ пн. ш. 155°18′ сх. д. / 85.133° пн. ш. 155.300° сх. д.             | 86°14′ пн. ш. 95°54′ сх. д. / 86.233° пн. ш. 95.900° сх. д.             | 3,156         |
| Північний полюс-34   | 19 вересня 2005  | 25 травня 2006    | 85°39′ пн. ш. 115°19′ сх. д. / 85.650° пн. ш. 115.317° сх. д.             | 87°26′ пн. ш. 07°39′ сх. д. / 87.433° пн. ш. 7.650° сх. д.              | 2,032         |
| Північний полюс-35   | 21 вересня 2007  | 22 липня 2008     | 81°13′ пн. ш. 95°15′ сх. д. / 81.217° пн. ш. 95.250° сх. д.               | 81°00′ пн. ш. 31°18′ сх. д. / 81.000° пн. ш. 31.300° сх. д.             | 2,422         |
| Північний полюс-36   | 7 вересня 2008   | 30 серпня 2009    | 82°13′ пн. ш. 174°20′ сх. д. / 82.217° пн. ш. 174.333° сх. д.             | 85°33′ пн. ш. 22°52′ сх. д. / 85.550° пн. ш. 22.867° сх. д.             | 2,905         |
| Північний полюс-37   | 7 вересня 2009   | 5 червня 2010     | 81°26′ пн. ш. 164°06′ зх. д. / 81.433° пн. ш. 164.100° зх. д.             | 79°50′ пн. ш. 140°39′ зх. д. / 79.833° пн. ш. 140.650° зх. д.           | 2,076         |
| Північний полюс-38   | 15 жовтня 2010   | 20 вересня 2011   | 76°07′ пн. ш. 176°32′ зх. д. / 76.117° пн. ш. 176.533° зх. д.             | 83°53′ пн. ш. 154°18′ зх. д. / 83.883° пн. ш. 154.300° зх. д.           | 3,024         |
| Північний полюс-39   | 2 жовтня 2011    | 15 вересня 2012   | 84°10′ пн. ш. 148°49′ зх. д. / 84.167° пн. ш. 148.817° зх. д.             | 83°57′ пн. ш. 96°44′ зх. д. / 83.950° пн. ш. 96.733° зх. д.             | 1,885         |
| Північний полюс-40   | 1 жовтня 2012    | 8 червня 2013     | 85°18′ пн. ш. 142°54′ зх. д. / 85.300° пн. ш. 142.900° зх. д.             | 82°06′ пн. ш. 130°41′ зх. д. / 82.100° пн. ш. 130.683° зх. д.           | 1,736         |
| Північний полюс-2015 | 18 квітня 2015   | 9 серпня 2015     | 89°35.557′ пн. ш. 61°20.020′ зх. д. / 89.592617° пн. ш. 61.333667° зх. д. | 86°15.471′ пн. ш. 7°51.016′ зх. д. / 86.257850° пн. ш. 7.850267° зх. д. | 736           |

## Філателія
Тема дрейфуючої станції у філателії:

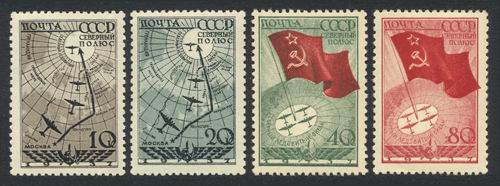
1938
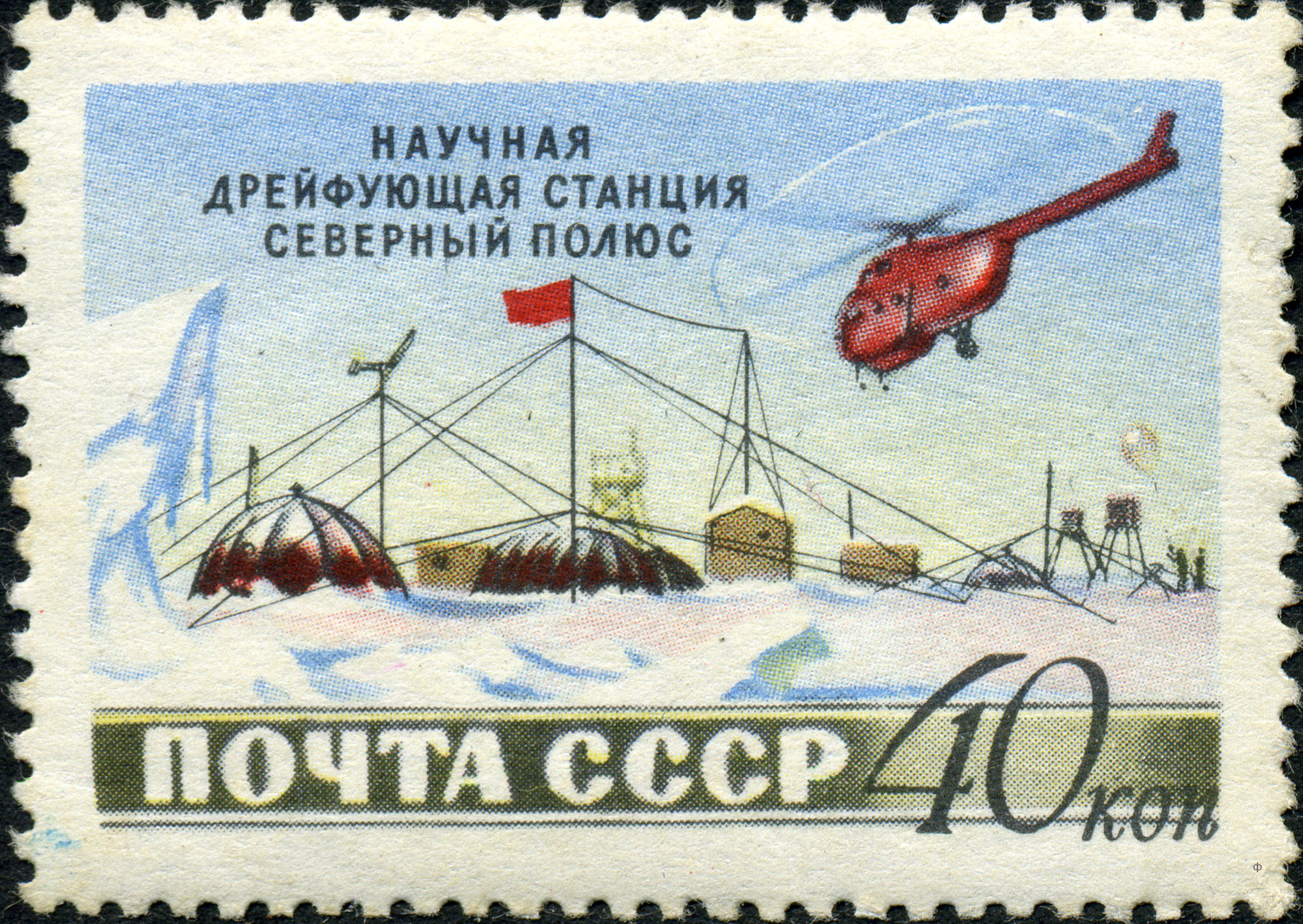
1955
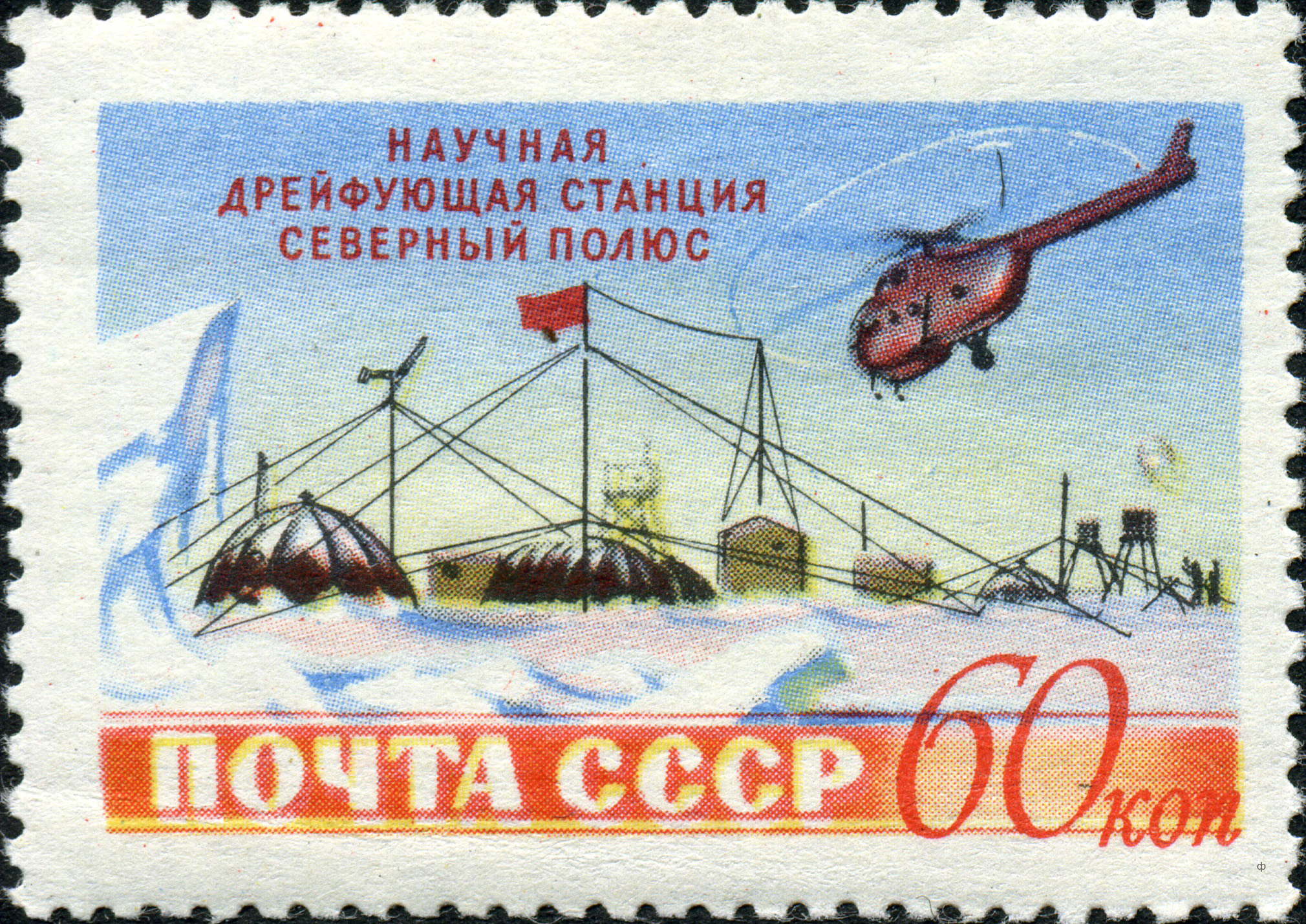
1955
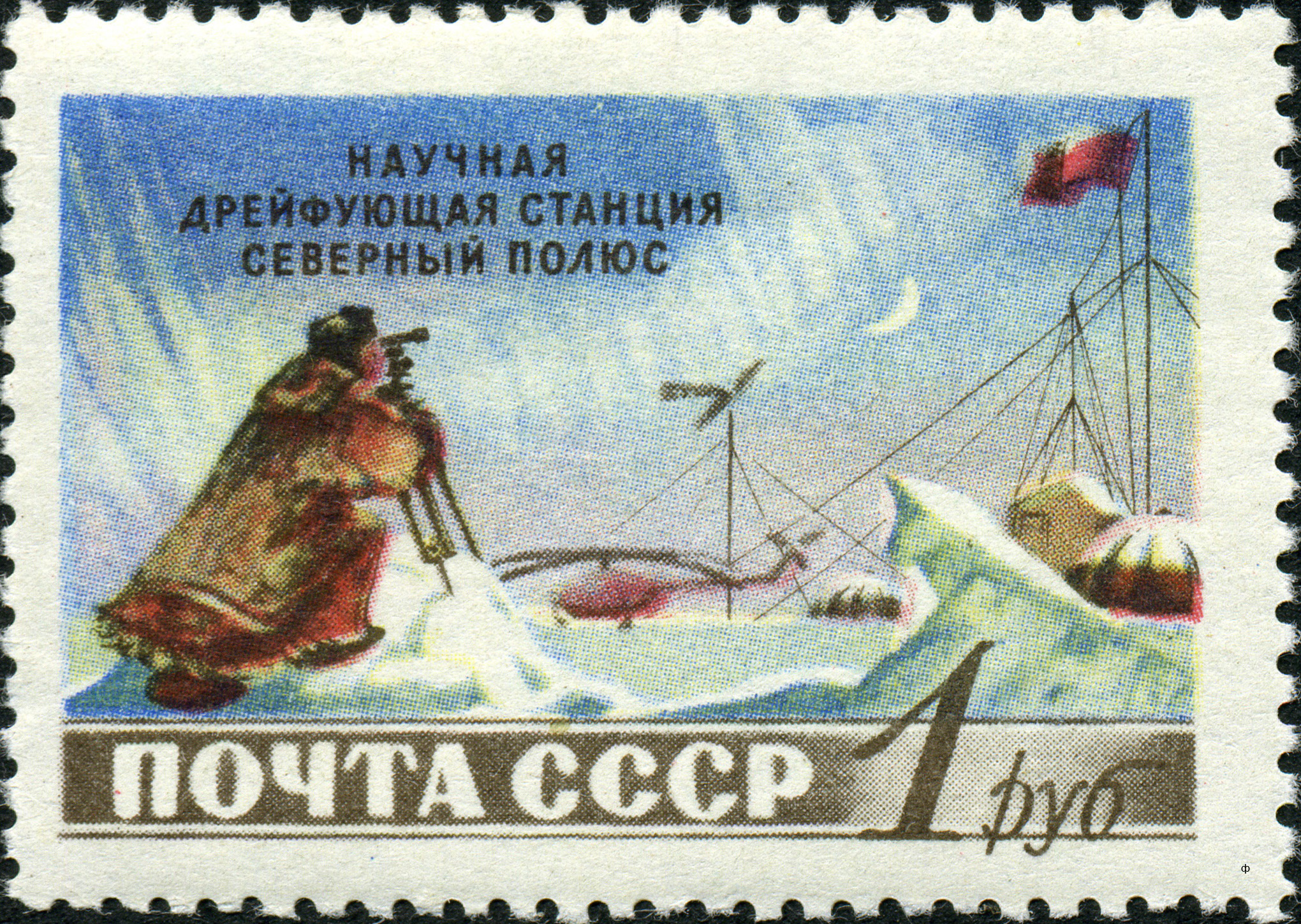
1955
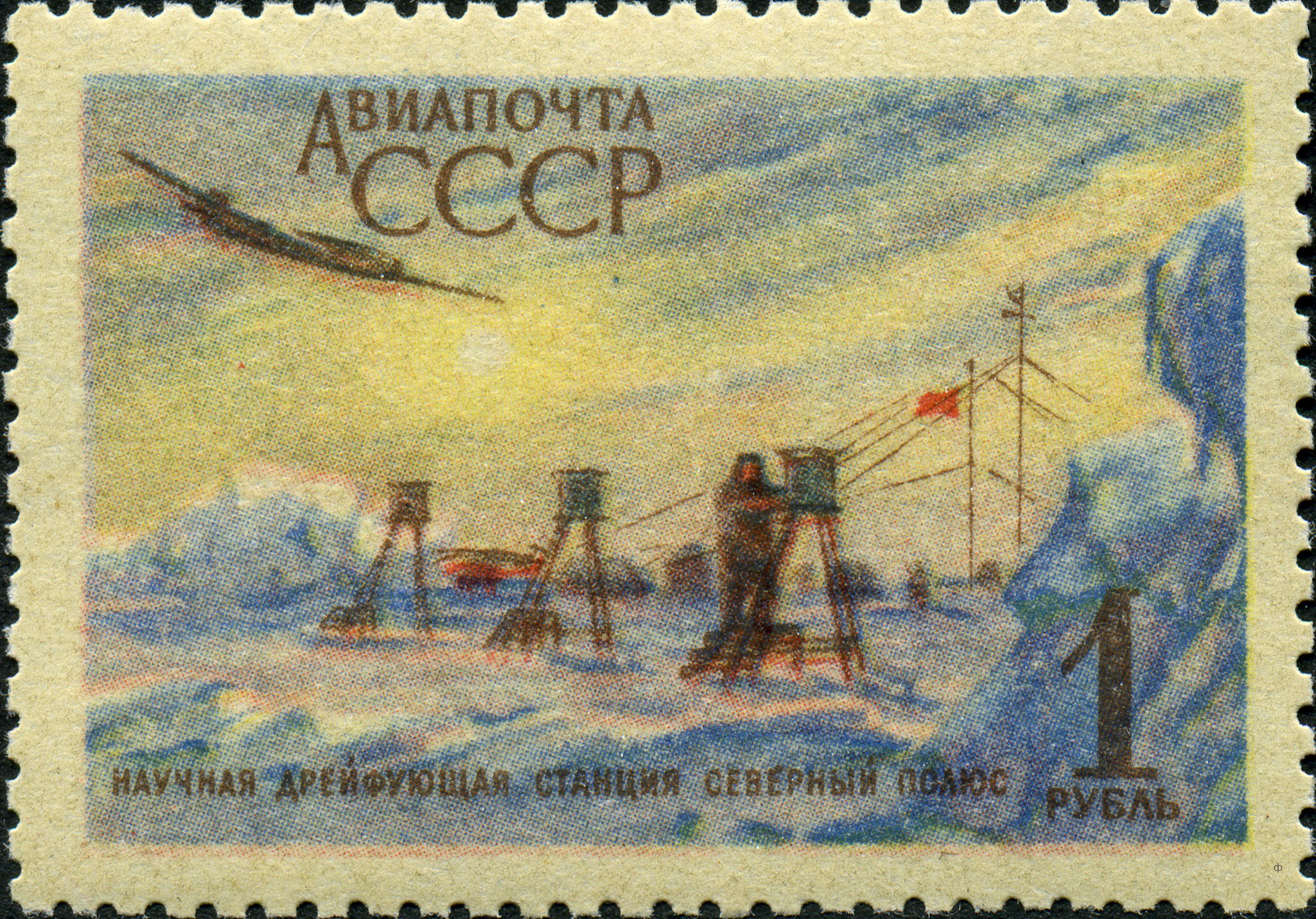
1955
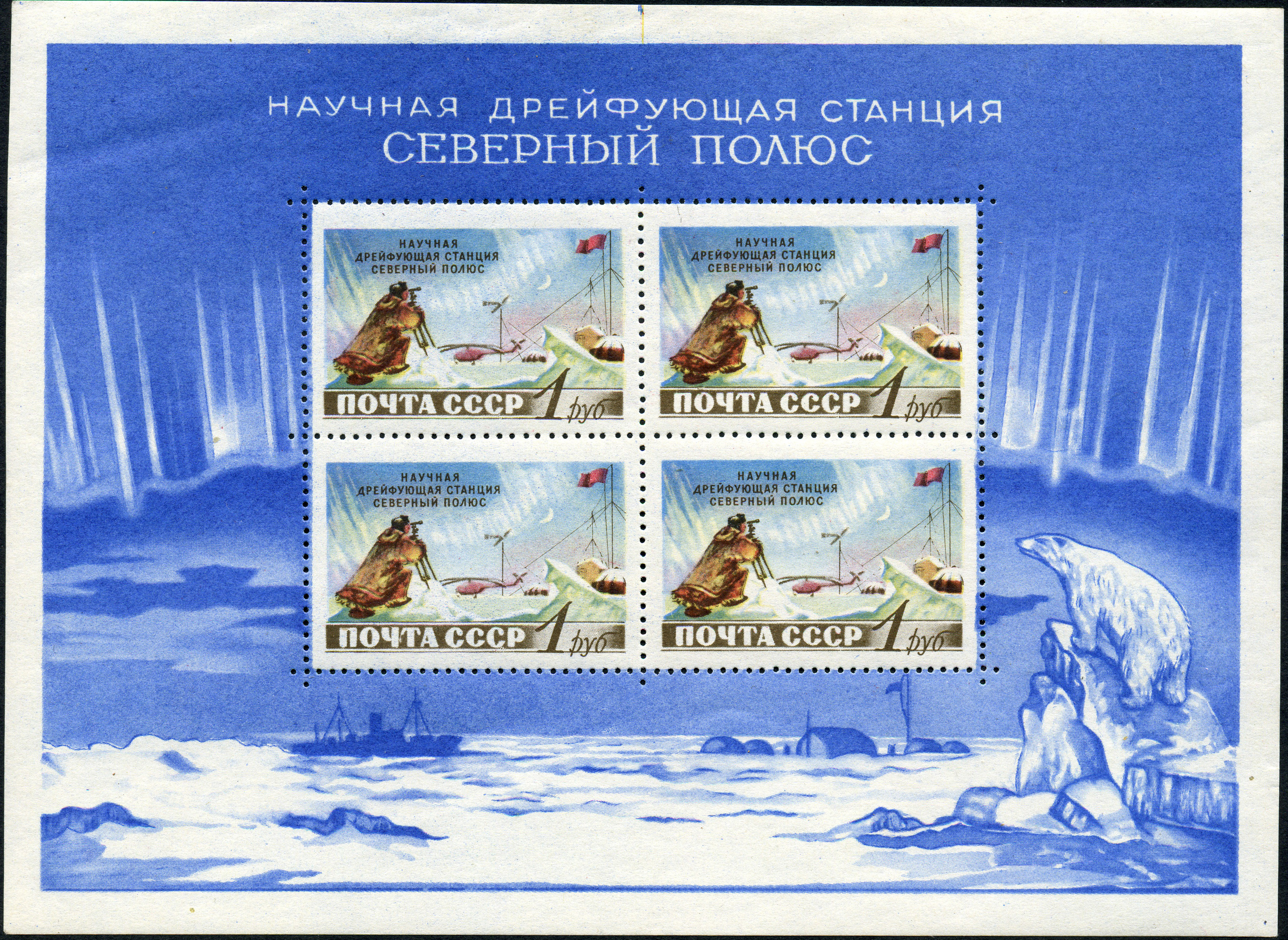
1958

## Фільм
- ЦСДФ (РЦСДФ) (19879). «Из жизни на «Северном Полюсе». Документальный фильм. {{cite episode}}: Пропущений або порожній |series= (довідка) [Архівовано 6 травня 2016 у Wayback Machine.] (рос.)